# Jane Sandanski

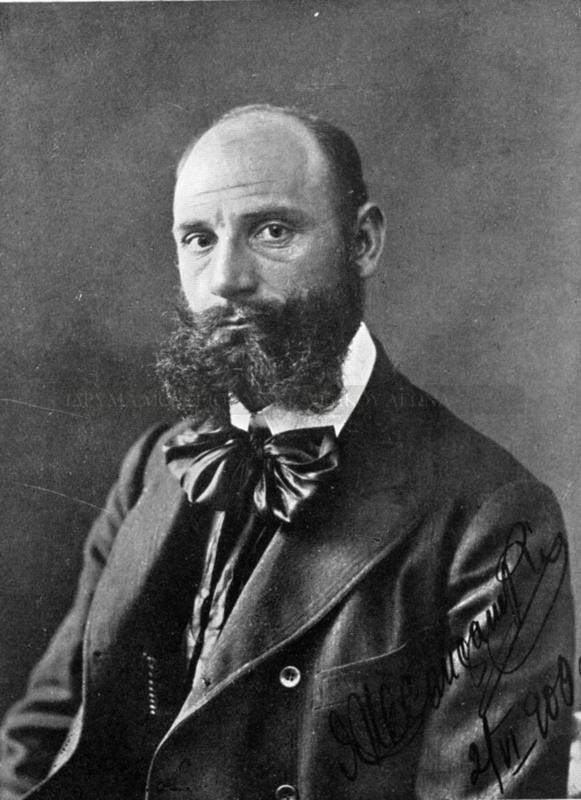
Jane Sandanski

Jane Iwanow Sandanski (auch Jane Ivanov Sandanski oder Yane Ivanov Sandanski geschrieben, bulgarisch Яне Иванов Сандански, bulgarische Schreibweise bis 1945 Яне Ивановъ Сандански; * 18. Mai 1872 in Wlachi, Osmanisches Reich, heute in Bulgarien; † 22. April 1915 bei Melnik, Zarentum Bulgarien, heute Bulgarien) war ein bulgarisch-makedonischer Revolutionär und führende Persönlichkeit des linken Flügels der Inneren Makedonisch-Adrianopeler Revolutionären Organisation (IMARO).
In seiner Jugend engagierte sich Sandanski im antiosmanischen Kampf und trat zunächst dem Obersten Makedonien-Adrianopel-Komitees bei, wechselte aber später zur IMARO. Als Aktivist der Liberalen Partei (Radoslawisten) wurde er Leiter des örtlichen Gefängnisses in Dupniza. Nach dem Ilinden-Preobraschenie-Aufstand wurde Sandanski Anführer des Revolutionsbezirks Serres. Er unterstützte die Idee einer Balkanföderation und Makedoniens als autonomen Staat in ihrem Rahmen als endgültige Lösung der nationalen Probleme in der Region. Während der Zweiten osmanische Verfassungsperiode wurde er osmanischer Politiker, kollaborierte mit den Jungtürken und gründete die Bulgarische Volksföderative Partei. Sandanski griff während der Balkankriege (1912–13) auf Seiten Bulgariens zu den Waffen. So wurde unter seiner Leitung am 17. Oktober 1912 die Stadt Melnik erobert. Danach engagierte er sich wieder im bulgarischen öffentlichen Leben, wurde jedoch von den rivalisierenden Aktivisten der rechten IMARO-Fraktion ermordet.
Er gilt sowohl in Bulgarien als auch in Nordmazedonien als Nationalheld, doch seine Identität ist zwischen beiden Ländern umstritten. Während die Volksrepublik Bulgarien ihn ehrte, wurde er nach dem Fall des Kommunismus von bulgarischen nationalistischen Historikern als Verräter der bulgarischen Nationalinteressen und Kollaborateur mit den Türken beschrieben. Im Gegensatz dazu ist in Nordmazedonien die positive Konnotation seiner Person, die im kommunistischen Jugoslawien entstand, noch lebendig. So wird er dort als Kämpfer gegen die „bulgarischen Bestrebungen in Makedonien“ und das „türkische Joch“ dargestellt.

## Leben

### Frühe Jahre und Beginn der revolutionären Aktivität

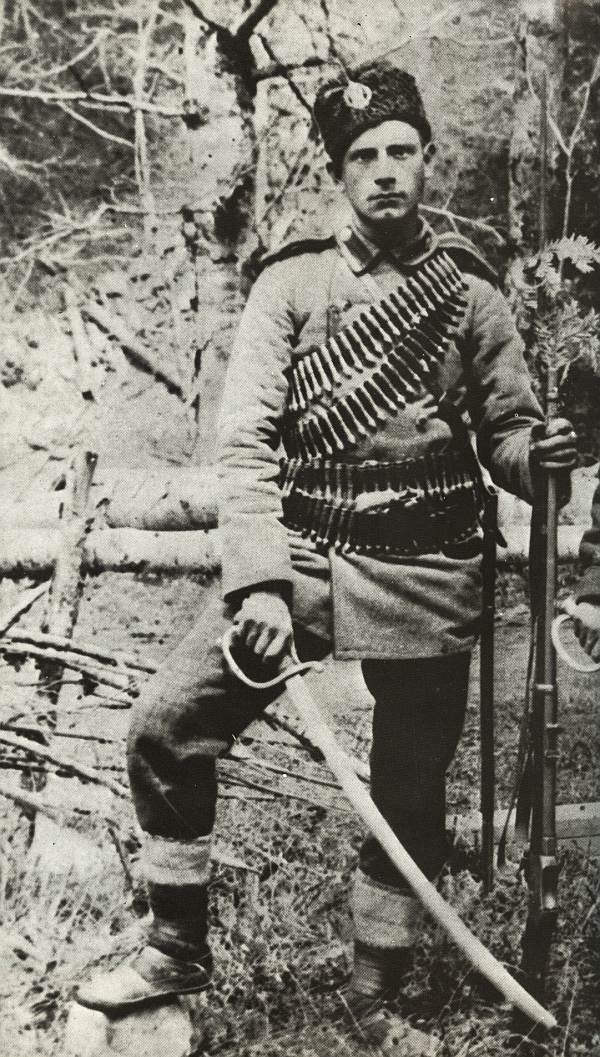
Jane Sandanski in der bulgarischen Armee, um 1892

Jane Sandanski wurde am 18. Mai 1872 im Dorf Wlachi nahe Kresna im Osmanischen Reich (heute in Bulgarien) geboren.  Er war nach Todor und Sofija das dritte und letzte Kind von Iwan und Milka Sandanski. Sein Vater Iwan nahm als Fahnenträger einer Rebellenabteilung am Kresna-Raslog-Aufstand teil. Nach der Niederschlagung des Aufstands zog seine Familie 1879 nach Dupniza im kurz zuvor gegründeten Fürstentum Bulgarien, wo Sandanski seine Grundschulausbildung erhielt. Aus Armut musste er die Schule nach zwei Jahren weiterführender Schule abbrechen und begann eine Schuhmacherlehre. Von 1892 bis 1894 unterlag er der Wehrpflicht in der bulgarischen Armee als Teil des Dreizehnten Regiments, das in Kjustendil stationiert war, und wurde im Rang eines Gefreiten demobilisiert.
Er trat 1895 zunächst dem Obersten Makedonien-Adrianopel-Komitee (OMAK) während dessen Tscheta-Aktion in den von Pomaken bewohnten Gebieten der Westrhodopen bei. 1897 wurde in Dupniza eine neue Abteilung (bulgarisch чета, Tscheta) des Obersten Komitees unter der Führung von Krastjo Sacharijew gebildet, der sich auch Sandanski anschloss. Nachdem die Abteilung ins Pirin-Gebirge einmarschiert war, traf sie auf osmanische Truppen. In einem der Gefechte wurde Sandanski verwundet und seine Tscheta schickte ihn zur Genesung nach Bulgarien zurück. Sandanski betätigte sich als Aktivist in Radoslawows Flügel der Liberalen Partei und wurde kurz nach dessen Machtübernahme im Februar 1899 zum Leiter des Gefängnisses von Dupniza ernannt.
1901 wechselte er zur Inneren Makedonischen-Adrianopeler Revolutionären Organisation (IMARO). Er baute das Komitee-Netzwerk der Organisation in den Distrikten Serres und Gorna Dschumaja auf. Aufgrund der schlechten finanziellen Lage der Organisation musste er nach anderen Möglichkeiten suchen, Geld zu verdienen. Er entschied sich für die Entführung einer amerikanischen protestantischen Missionarin, um Lösegeld zu erpressen. Am 3. September 1901 ritt eine protestantische Missionarin namens Ellen Stone mit ihren Gefährtinnen durch das bergige Hinterland Makedoniens und geriet in einen Hinterhalt seiner Truppe, die von ihm und seinem Freund Christo Tschernopeew angeführt wurde. Die Missionarin Ellen Stone wurde zusammen mit ihrer bulgarischen Begleiterin Katerina Zilka entführt. Dies führte zur Miss-Stone-Affäre – Amerikas erster moderner Geiselnahme. OMAK versuchte, beide Frauen zu entführen, doch der Versuch wurde von Sandanski vereitelt. Die Affäre endete, nachdem die Organisation das Lösegeld (das für den Kauf von Waffen verwendet wurde) erhalten und die Frauen freigelassen wurden.

### Mitglied der IMARO

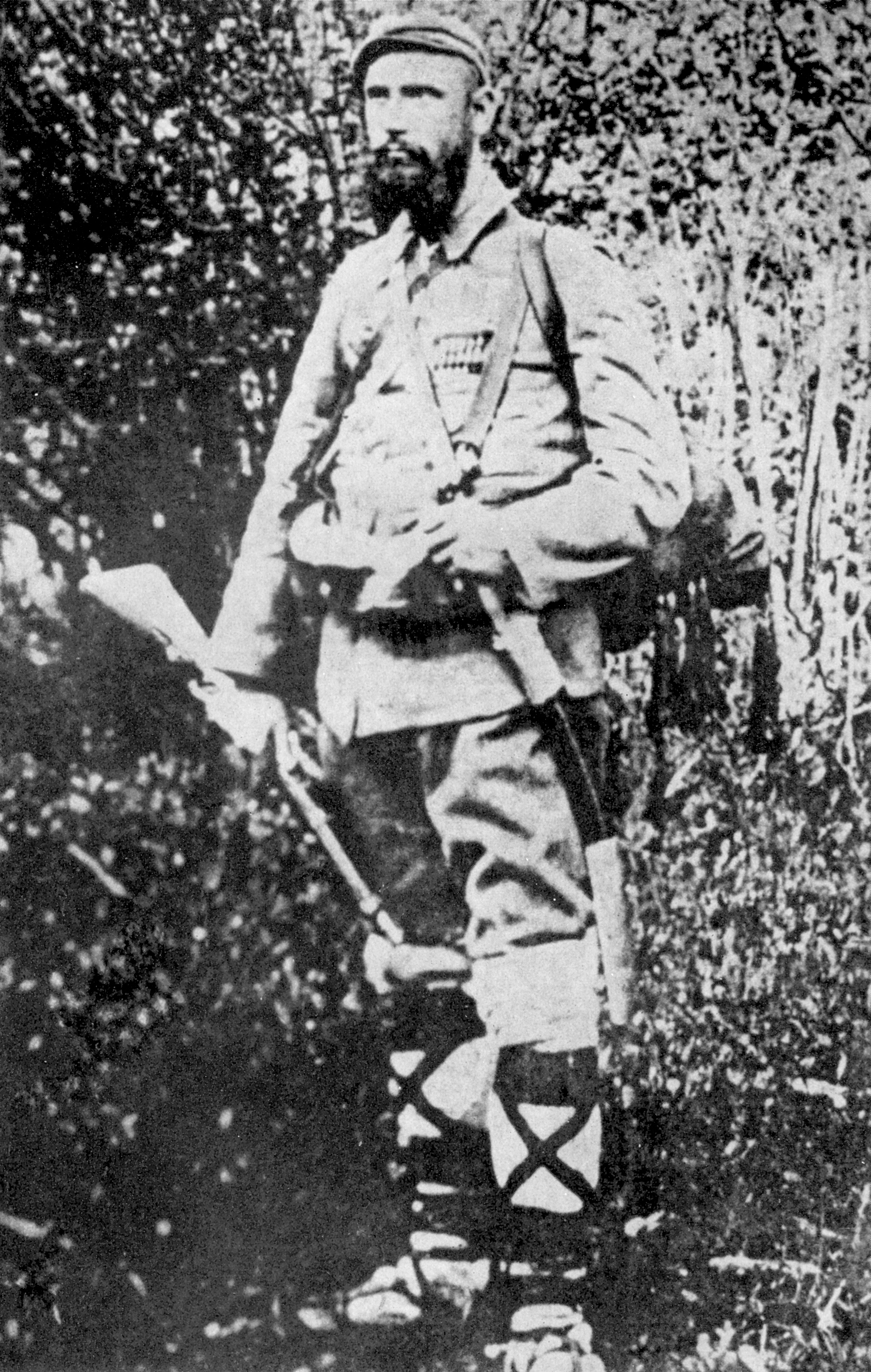
Jane Sandanski in Komitadschi-Uniform

Im Jahr 1902 überredete Sandanski die Walachen im Sandschak von Serres aus Melnik, hauptsächlich Schafhirten, seinem Serres-Komitee beizutreten. Im Gegenzug gewährte er ihnen Schutz vor Soldaten und Truppen. Zu der Zeit wurde Sandanski als der „Zar von Pirin“ bekannt. Sandanski war Gegner des Ilinden-Preobraschenie-Aufstands, da er ihn für verfrüht hielt, beteiligte sich, wenn auch spät, an den Militäraktionen in den Regionen Serres und Pirin-Makedonien. Das Scheitern des Ilinden-Aufstands führte zur Spaltung der IMARO in eine linksgerichtete (föderalistische) Fraktion in den Distrikten Serres, Strumica und Saloniki und eine rechtsgerichtete (zentralistische) Fraktion in den Distrikten Bitola und Skopje. Sandanskis Fraktion wurde „Serres-Gruppe“ oder „Sandanisten“ genannt. Das Zarentum Bulgarien wurde von der Gruppe eindeutig als feindliche ausländische Macht behandelt. Sandanski verurteilte den von ihm so genannten „bulgarischen Imperialismus“. Ihm zufolge müssten sich die Makedonier als „selbstbestimmtes Volk“ emanzipieren. Die linke Fraktion befürwortete die Schaffung einer Balkanföderation (einschließlich Makedoniens) mit Gleichheit für alle Nationalitäten und befürwortete auch die Dezentralisierung der IMARO. Die rechte Fraktion der IMARO strebte die Vereinigung Makedoniens mit Bulgarien an und befürwortete eine Zentralisierung, um den Einfällen serbischer und griechischer Banden in Makedonien entgegenzuwirken. Dem bulgarischen Historiker und ehemaligen IMARO-Mitglied Christo Siljanow zufolge verurteilte Sandanskis Fraktion den rechten Führer Boris Sarafow im Jahr 1904 zum Tode. Sandanski richtete in seinem Distrikt Beobachtungsposten ein, um nach türkischen Abteilungen Ausschau zu halten, und die Bauern wurden gezwungen, zu warnen oder getötet zu werden. Er organisierte auch eine militärische Ausbildung für alle dazu geeigneten Männer. Mehrere Menschen in seinem Distrikt wurden als Kollaborateure hingerichtet. Der französische Konsul Guillois beschrieb Sandanski als „einen wilden, blutrünstigen Mann …, der die absolute Autorität über alle bulgarischen Dörfer nordöstlich von Saloniki genießt.“ Sandanski rechtfertigte die Hinrichtungen in einem offenen Brief an ihn und argumentierte, die Organisation habe das Recht, das Gesetz des Landes zu ignorieren und nach eigenem Ermessen zu bestrafen.

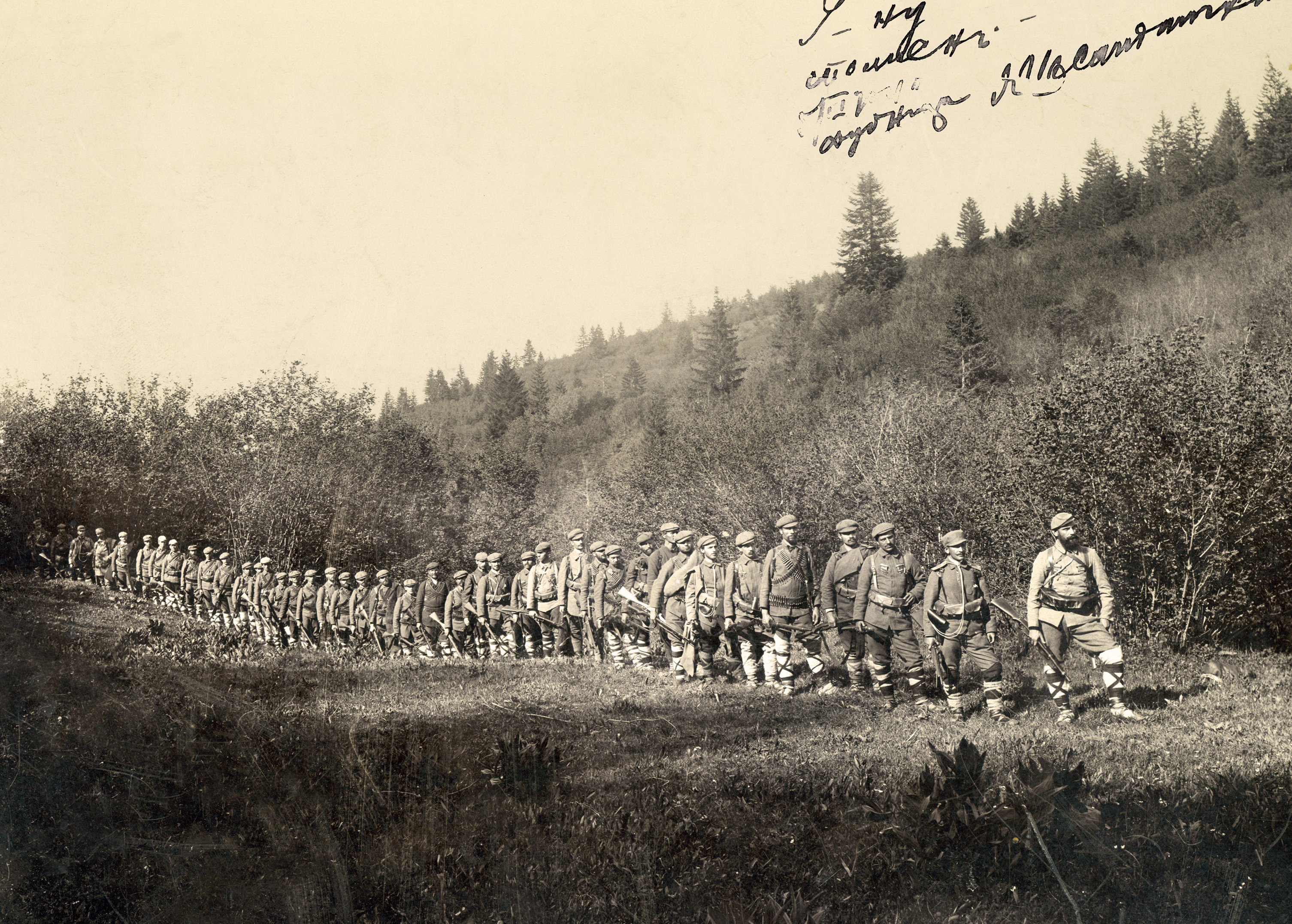
Tscheta von Jane Sandanski, Mai 1903

1905 übernahm der Rila-Kongress der Geheimen Makedonisch-Adrianopeler Revolutionäre Organisation die Hauptideen der von Sandanski geführten linken Fraktion. Die Organisation änderte ihren Namen in IMARO (Inneren Makedonischen Adrianopeler Revolutionären Organisation) und erlaubte Menschen aus der europäischen Türkei die Mitgliedschaft unabhängig von Geschlecht, Religion, Nationalität und Überzeugung. Am Ende des Kongresses konfrontierte Sandanski Sarafow und beschuldigte ihn, Geld von den Serben angenommen, den Transit bewaffneter serbischer Tschetas (Gruppen) nach Makedonien erleichtert und eigene bewaffnete Gruppen organisiert zu haben, um die Organisation zu schwächen und die Führung zu übernehmen. Sarafow wiederum beschuldigte ihn des Verrats, da er sich geweigert hatte, an den Kämpfen des Ilinden-Aufstands teilzunehmen. Der Kongress endete jedoch damit, dass die Delegierten beschlossen, die Fälle der Anführer, die die Regeln verletzt haben könnten, nicht zu untersuchen, um die Einheit der Organisation zu wahren. 1906 kontrollierte seine Fraktion Serres und Strumica und kämpfte aus geografischen Gründen selten gegen Serben oder Griechen, sondern oft gegen osmanische Truppen. Michail Daew, Mitglied seines Komitees, schickte im September 1907 einen Brief an die rechte Fraktion, in dem er behauptete, solange Sandanski lebe, könne eine erneute Vereinigung der Organisation nicht in Frage kommen. Der Brief wurde von Todor Paniza, einem Verbündeten Sandanskis, entdeckt. Am 10. Oktober verurteilte das Serres-Komitee Boris Sarafow, Iwan Garwanow und Michail Daew zum Tode. Todor Paniza ermordete Sarafow und Garvanov im selben Jahr. Nach ihrer Ermordung erließen die bulgarischen Behörden einen Haftbefehl gegen Sandanski. Der Kjustendil-Kongress der rechten IMARO-Fraktion verurteilte ihn 1908 zum Tode, was zum endgültigen Zerfall der Organisation führte.

### Kollaboration mit den Jungtürken

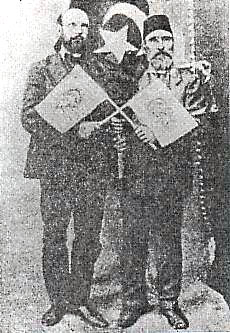
Jane Sandanski und der jungtürkische Aktivist Nuredin Beg (1908)

Sandanski und seine Fraktion beschlossen 1907, mit den Jungtürken zusammenzuarbeiten. In den ersten Tagen der Jungtürkenrevolution wurde die Zusammenarbeit der makedonischen Linken mit den osmanischen Aktivisten in einem speziellen Manifest an alle Nationalitäten des Reiches erklärt. Sandanski rief seine Landsleute dazu auf, die „Propaganda“ des offiziellen Bulgariens zu verwerfen, um friedlich mit dem türkischen Volk zusammenzuleben. Das Manifest wurde vom bulgarischen Sozialisten Pawel Deliradew erfasst, aber von Sandanski unterzeichnet. Die von Sandanski erklärte Loyalität zum Osmanischen Reich verwischte bewusst die Unterscheidung zwischen der makedonischen und der osmanischen politischen Agenda. In der osmanischen Öffentlichkeit war Sandanski als „König der Berge“ und „Sandan Pascha“ bekannt. Nach der Revolution arbeiteten Sandanski und Christo Tschernopeew an der Gründung einer linken politischen Partei namens Volksföderale Partei mit Sitz in Thessaloniki. Dieses föderalistische Projekt sollte verschiedene ethnische Gruppen umfassen, scheiterte jedoch, und die einzige Gruppe, die entstand, war die Sandanski-Fraktion, die sogenannte bulgarische Sektion. Auf diese Weise „belebten“ ihre Aktivisten lediglich ihre bulgarische Nationalidentität, da Sandanskis Fraktion die besonderen Interessen der „bulgarischen Nationalität“ im Reich vertrat. Am 12. April 1909 fand in Istanbul eine Konterrevolution statt, bei der konservative muslimische Kräfte die Kontrolle erlangten. Die Jungtürken sammelten ihre Truppen in Saloniki und marschierten auf die Hauptstadt ein. Eine Abteilung von 1200 IMARO-Revolutionären unter dem Kommando von ihm, Todor Paniza und Christo Tschernopeew nahm daran teil. Die Hauptstadt wurde von den Jungtürken erobert. Abdülhamid II. wurde vom Thron gestürzt.
Dank seiner guten Beziehungen zum Komitee für Einheit und Fortschritt (KUP) beteiligte sich Sandanski an der Ernennung lokaler Verwaltungsbeamter und kümmerte sich um das Schulwesen. Anfang 1910 verließ Tschernopeeew, der Anführer der linken Gruppe in Strumica, jedoch die Politik und zog nach Sofia. Dort gründete er eine neue illegale Organisation, die Bulgarische Nationale Makedonisch-Adrianopeler Revolutionäre Organisation. Tschernopeew lud ihn ein, sich ihm anzuschließen, doch Sandanski ignorierte seine Einladung. Die bulgarische Presse startete eine Propagandakampagne gegen Sandanski. Sandanski wurde des Verrats an den Bulgaren in Makedonien beschuldigt, da er keinen bewaffneten Widerstand gegen die osmanische Regierung leistete. Auch die sozialistischen Gruppen in Bulgarien kritisierten Sandanski als Kollaborateur der Türken. Trotz des Drucks und der Kritik setzte Sandanski seine legitime politische Tätigkeit fort. Das KUP wollte zudem die Entwaffnung der Bevölkerung in der von Sandanski dominierten Region durchführen. Sandanski lehnte diesen Versuch ab, was zu Spannungen zwischen ihm und dem KUP führte. Im Laufe der Verhandlungen versicherte Sandanski der KUP, dass er in seiner Region für alle illegalen Aktionen verantwortlich sei und eine Entwaffnung der Bevölkerung nicht notwendig sei. Die KUP akzeptierte seinen Vorschlag und stoppte die Entwaffnung der christlichen Bevölkerung in der Region. Aktivisten der rivalisierenden IMARO-Fraktion organisierten damals mehrere erfolglose Attentatsversuche auf Sandanski. Ihrem Ziel kamen sie in Thessaloniki am nächsten, wo es Tane Nikolow gelang, zwei seiner Kameraden zu töten und Sandanski schwer zu verwunden.

### Balkankriege und die Nachwirkungen

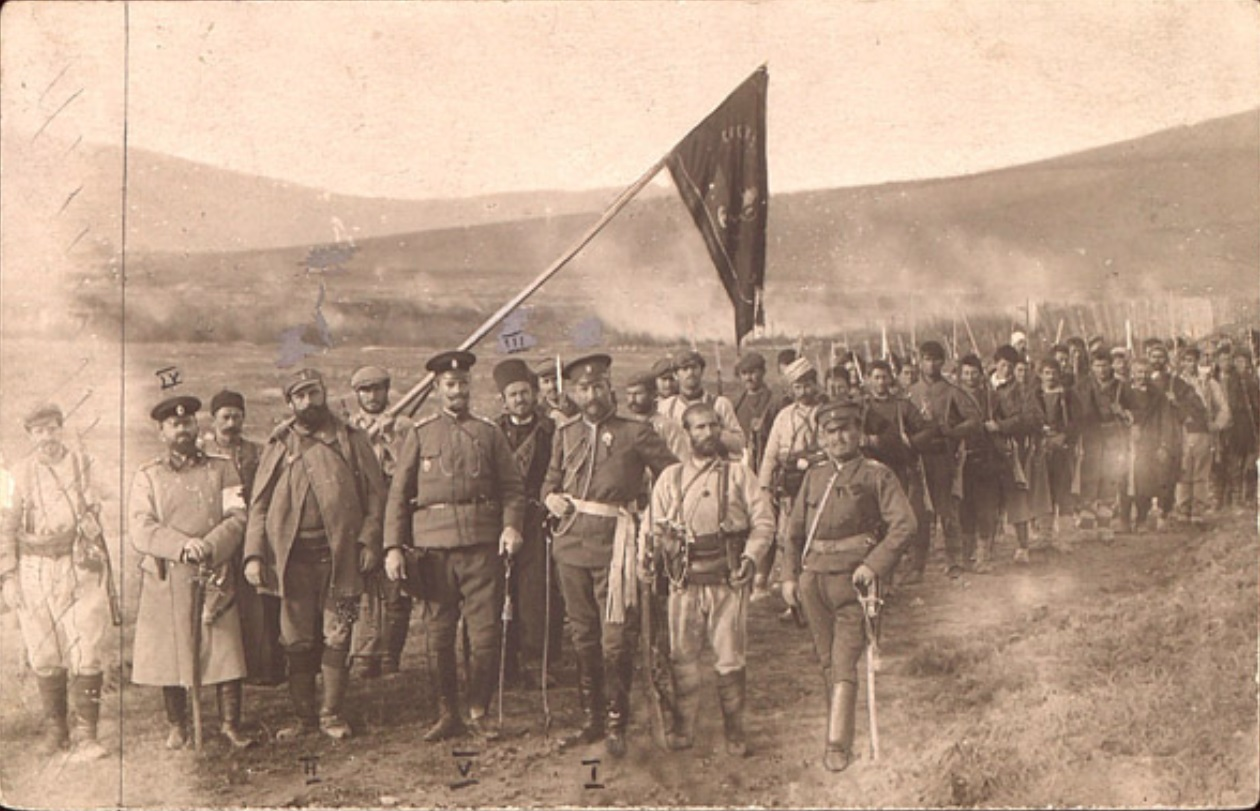
Sandanski (II) mit IMARO-Mitgliedern, die bulgarische Truppen während der Balkankriege unterstützen.

Sandanski diente während der Balkankriege der bulgarischen Armee. Während des Ersten Balkankrieges wurde das von Sandanski kontrollierte Gebiet von bulgarischen Streitkräften besetzt. Sandanski unterstützte die Besatzungsarmeen mit seinen Guerillas. Die makedonisch-bulgarischen Tschetas (Abteilungen) brannten muslimische Dörfer nieder und massakrierten Muslime. In seiner Region wurden sie auf die gleiche Weise behandelt. Die muslimischen Männer und Frauen des Dorfes Petrowo wurden verbrannt, nur die Kinder blieben am Leben. Laut MacDermott wusste Sandanski nichts von dem Vorfall. Normalerweise versuchte er, solche Massaker an Muslimen zu verhindern. Als er von diesem Massaker in Petrowo erfuhr, übergab er die Kinder der getöteten Muslime den bulgarischen Dorfbewohnern. Sandanski hatte eine Einheit unter seinem Kommando, die gemeinsam mit den Bulgaren kämpfte, aber unter eigenem Kommando stand. Sie befand sich am rechten Flügel der Siebten Rila-Division, zählte 2000 Mann und war auch die Einheit, die Melnik eroberte. Später wurden Sandanski und seine Kameraden in die Makedonisch-Adrianopeler Landwehr aufgenommen und waren in der Region Adrianopel aktiv. Im Juni 1913 entsandte die bulgarische Regierung eine Delegation unter Sandanskis Leitung nach Albanien, um mit der provisorischen albanischen Regierung über ein gemeinsames Vorgehen im Falle eines Krieges mit Serbien und Griechenland zu verhandeln. Er gab der italienischen Zeitung „Il Secolo XIX“ in Tirana ein Interview, in dem er erklärte, er habe sich mit den Albanern geeinigt und die revolutionären Aktivitäten würden wieder aufgenommen.
Nach den Kriegen wurde der größte Teil Makedoniens an Griechenland und Serbien abgetreten, während Pirin-Makedonien an Bulgarien fiel und Sandanski dort umsiedelte. Im Juli 1914 begnadigte ihn die bulgarische Versammlung für alle Vergehen. Im selben Jahr schrieb der mazedonische Nationalist Dimitrija Čupovski unter dem Pseudonym Strezo, Sandanski sei ein bulgarischer Agent, Leibwächter des bulgarischen Prinzen Ferdinand I. und ein gewöhnlicher Krimineller. Er und sein IMARO-Flügel unterstützten damals offiziell die Russophilen der Demokratischen Partei. Allerdings setzte sich in Bulgarien sowie unter den Rechten in der IMARO die Idee durch, sich den antiserbischen Mittelmächten anzuschließen, die gegen Russland kämpften. Sandanski versuchte diesen Kurs zu ändern und verschwor sich zur Ermordung des bulgarischen Zaren Ferdinand I. Er schlug vor, Bulgarien zur Republik zu erklären und die Außenpolitik des Landes zu ändern. Sandanski suchte Unterstützung bei den Oppositionsparteien, die auf der Seite der Triple Entente standen, doch diese weigerten sich, an der Verschwörung teilzunehmen, und sie scheiterte. Infolgedessen wurde er am 22. April 1915 auf seiner Reise von Melnik nach Newrokop in der Nähe des Klosters Roschen von lokalen rechtsgerichteten Aktivisten der IMARO-Fraktion ermordet. Er wurde im Kloster begraben. Seine berühmten Worte „Zu Leben heißt zu kämpfen, der Sklave für die Freiheit und der freie Mensch für Vollkommenheit“ sind auf seinem Grab eingraviert.

## Positionen

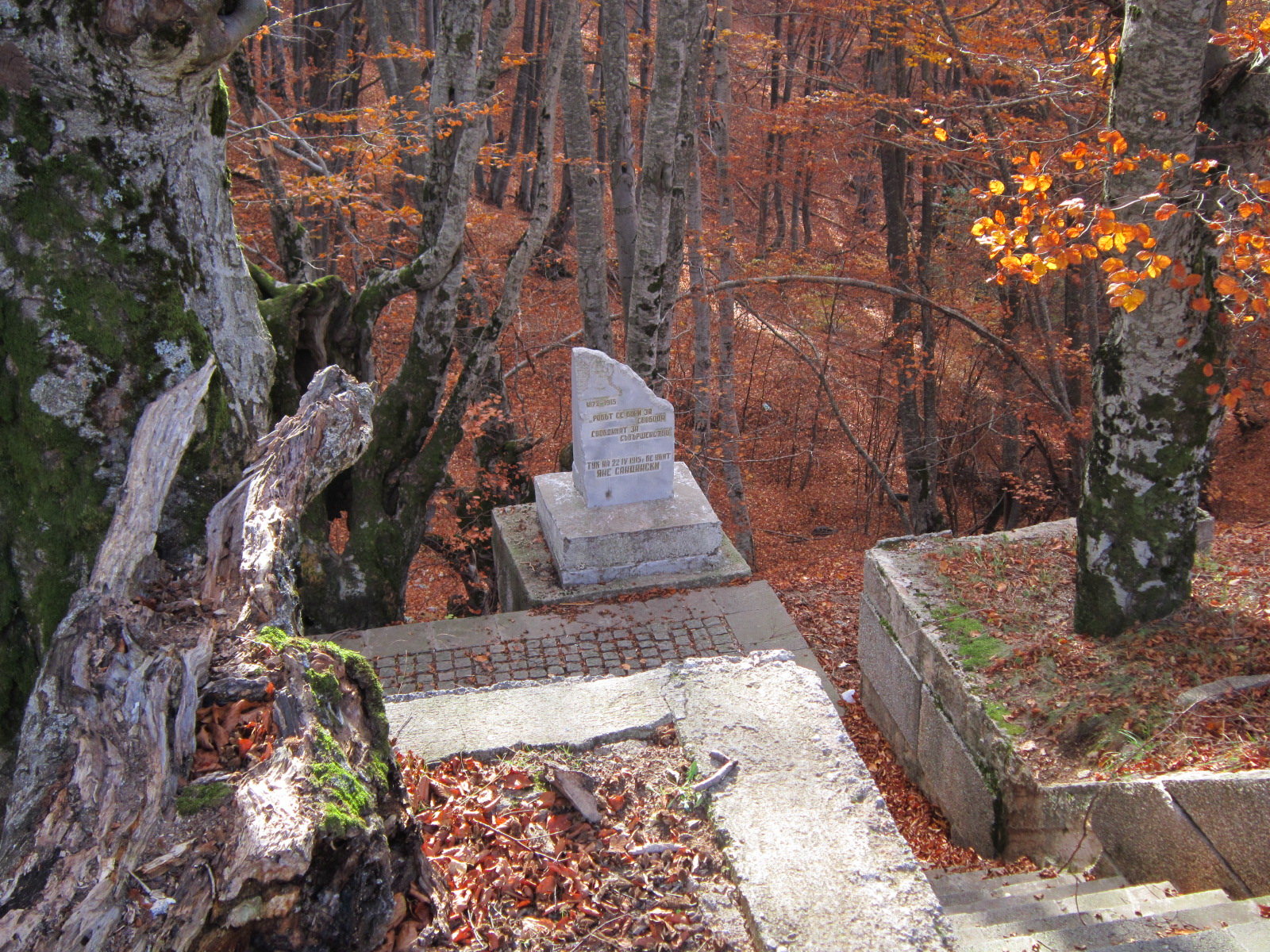
Der Ort, an dem Sandanski starb, nahe dem Dorf Pirin im heutigen Bulgarien

Jane Sandanski unterstützte als Leiter der linken (föderalistischen) Fraktion der IMARO die Autonomie Makedoniens. Er unterstützte die Jungtürkische Revolution von 1908 in der Hoffnung, dass sie allen Völkern des Osmanischen Reiches Gleichheit und Makedonien Autonomie bringen würde. Sandanski kritisierte die Politik Serbiens und Bulgariens und warf ihnen vor, mehr an der Erweiterung ihrer Staaten als an der Freiheit der Bevölkerung Makedoniens interessiert zu sein. Während des ausbleibenden Widerstands gegen die osmanischen Behörden beeinflussten die internationalistischen Ideen bulgarischer sozialistischer Aktivisten Sandanskis Agenda: Was als nationale Interessen angesehen wurde, musste den panosmanischen Interessen untergeordnet werden, um eine „supranationale Union“ aller Nationalitäten innerhalb eines reformierten Reiches zu erreichen. Nach der Jungtürkischen Revolution distanzierte er sich öffentlich vom bulgarischen Nationalismus. Als Vorsitzender der neu gegründeten Föderativen Volkspartei (Bulgarische Sektion) forderte er die Demokratisierung des politischen Systems, administrative Autonomie für die Provinzen, die Abschaffung nationaler, religiöser und sozialer Privilegien, die Trennung religiöser von staatlichen Angelegenheiten, säkulare Bildung an staatlichen Schulen und die allgemeine Wehrpflicht. Auf dieser Grundlage hatte sich das osmanische Komitee für Einheit und Fortschritt (KUP) mit seinem Flügel verständigt. Er sah die Lösung der Makedonischen Frage in der Schaffung einer Balkanföderation, die Makedonien und Adrianopel (Thrakien) umfassen sollte. Später war er von der türkisch-nationalistischen Politik der neuen Regierung enttäuscht. Obwohl er die Religion ablehnte, war er zutiefst abergläubisch und blieb dies zeitlebens. Er hatte das bulgarische Exarchat nie als Institution abgelehnt oder dessen Rolle im Leben der makedonischen Bulgaren bestritten. Laut einem Mitglied seiner Tscheta, Atanas Janew, war Sandanski über die internen Konflikte traurig. Laut Pawel Deliradew, einem seiner engsten Mitarbeiter, agitierte Sandanski für einen Kampf gegen den türkischen Absolutismus und den großbulgarischen Chauvinismus und für ein freies, einheitliches und unabhängiges Makedonien in brüderlichen Beziehungen mit allen freien Balkanvölkern.

## Nachleben

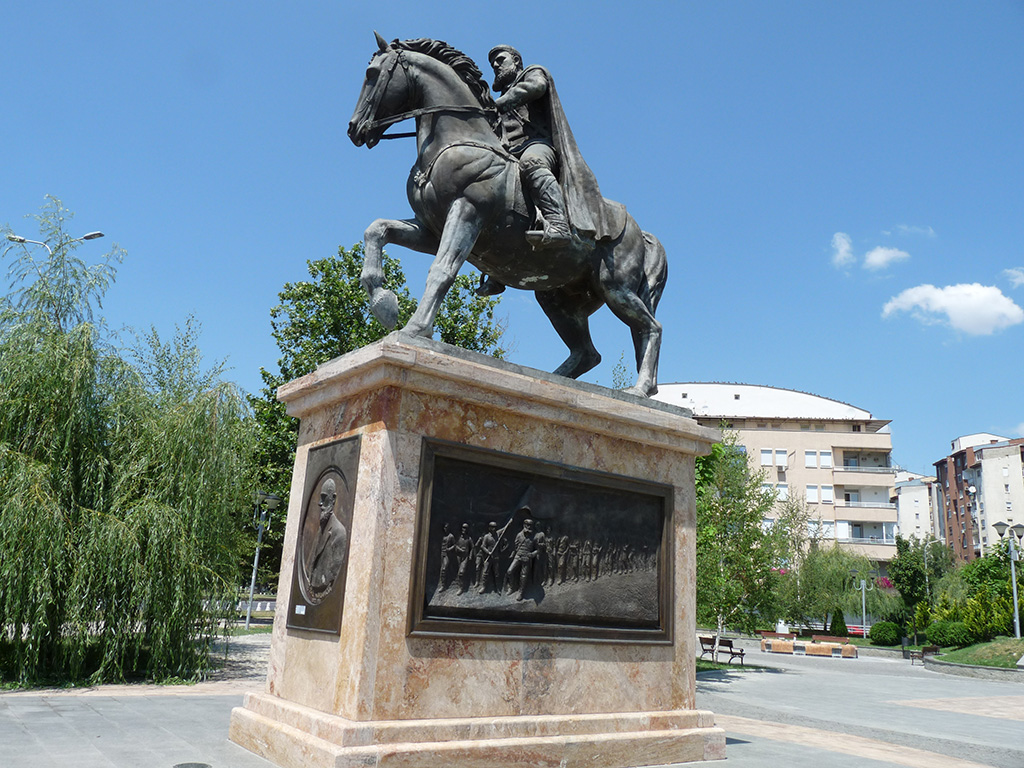
Denkmal für Sandanski im nach ihm benannten Vorort der Opština Aerodrom in der mazedonischen Hauptstadt Skopje.

Während des Zweiten Weltkriegs benannten die mazedonischen Partisanen Einheiten nach ihm und anderen Persönlichkeiten, mit denen sich die Kommunistische Partei Jugoslawiens und ihre regionalen Führer identifizierten. Eine Partisanenabteilung, Teil der bulgarischen Widerstandsbewegung während des Zweiten Weltkriegs, wurde am 1. Mai 1943 nach ihm benannt. In der Volksrepublik Bulgarien schätzte das Regime Sandanski wegen seiner sozialistischen Ideen und ehrte ihn 1949, indem es die Stadt Sweti Wratsch in Sandanski umbenannte. Aufgrund von Hinweisen auf eine sozialistische Neigung gehörte er zu den linksgerichteten IMARO-Persönlichkeiten, die von jugoslawisch-mazedonischen Historikern glorifiziert wurden. Im November 1968 begegnete das Historische Institut der Bulgarischen Akademie der Wissenschaften dem Versuch Jugoslawiens, ihn ausschließlich als ethnischen Mazedonier zu beanspruchen, mit einer Monographie. 1972 wurde am Eingang von Melnik eine Statue von ihm aufgestellt. 1981 zählte die bulgarische kommunistische Politikerin Ljudmila Schiwkowa ihn und Deltschew zu den „Nationalhelden, die für die Freiheit der bulgarischen Nation kämpften“. MacDermott beschrieb Jane Sandanski als bulgarischen Revolutionär, dessen Flügel, beeinflusst von sozialistischen Ideen, versuchte, die Makedonische Frage durch die Vereinigung aller Balkanvölker zu lösen. Nach dem Fall des Kommunismus stellten ihn nationalistische bulgarische Historiker als Verräter an den Bulgaren, Kollaborateur der Türken (die als bulgarische Feinde angesehen wurden) und Banditen dar, der nur vom Geld motiviert war. Stojan Bojadschiew, Präsident der Partei IMRO – Bulgarische Nationale Bewegung, beschrieb Sandanski als einen äußerst umstrittenen bulgarischen Revolutionär, dessen separatistische Aktivitäten jedoch insgesamt mazedonischen Nationalismus hervorriefen. Der bulgarische Präsident Georgi Parwanow legte im März 2008 gemeinsam mit seinem mazedonischen Amtskollegen Branko Crvenkovski einen Kranz an seinem Denkmal in Melnik nieder. Parwanow, ein Historiker, behauptete, er habe Sandanskis Aktivitäten früher kritisch gesehen. Aus zeitlicher Distanz betrachtet, glaubt er jedoch, dass Sandanski kein anderes Selbstbewusstsein als das bulgarische vorgeworfen werden kann.
Die Identität Sandanskis ist zwischen Bulgarien und Nordmazedonien umstritten. Laut dem türkischen Geschichtsprofessor Mehmet Hacısalihoğlu, der sich für die Nationenbildung im späten Osmanischen Reich interessiert, ist es sehr schwierig, eine endgültige Antwort auf einige Fragen zu Sandanskis Biografie zu finden. Hacısalihoğlu schlug vor, die Frage „War Sandanski ein Verräter der nationalen bulgarischen Interessen in Makedonien?“ positiv zu beantworten, wies jedoch auch darauf hin, dass die Region unter seinem Einfluss aufgrund seiner guten Beziehungen zum osmanischen Komitee für Einheit und Fortschritt (KUP) nicht so stark von den Unterdrückungsmaßnahmen der KUP-Regierung betroffen sei. Er unterstützte ein autonomes Makedonien, da es ihm ermöglichen würde, seine Rolle als politischer Führer auszubauen. Dies bedeutete jedoch nicht, dass er die bulgarisch-makedonische Bevölkerung als eigenständige mazedonische Nation betrachtete.
In Nordmazedonien gilt Sandanski als Nationalheld. Der mazedonische Historiker Ivan Katardžiev argumentierte, dass Sandanskis politischer Separatismus eine Form des frühen mazedonischen Nationalismus darstellte, und behauptete, dass es sich damals lediglich um ein politisches Phänomen ohne ethnischen Charakter handelte. Sein Name wird in der Nationalhymne Nordmazedoniens, Denes nad Makedonija (Heute über Mazedonien), erwähnt. Im Rahmen des Projekts Skopje 2014 wurde in Skopje ein Denkmal zu seinem Gedenken errichtet. Die mazedonische Geschichtsschreibung betont die Besonderheit des linken Flügels der Inneren Makedonisch-Adrianopeler Revolutionären Organisation (IMARO), und mazedonische Historiker verweisen auf seine Aktionen, um die Existenz eines mazedonischen Nationalismus oder zumindest eines „Proto-Nationalismus“ innerhalb eines Teils der lokalen revolutionären Bewegung seiner Zeit zu belegen. Sie stellen ihn auch als Kämpfer gegen die „bulgarischen Bestrebungen in Makedonien“ und das „türkische Joch“ dar. Sandanskis Grab diente mazedonischen Nationalisten aus Bulgarien und Nordmazedonien als Ort des Gedenkens und der Versammlungen. Als Reaktion darauf errichteten bulgarische Nationalisten neben dem ursprünglichen einen zweiten Grabstein mit einer angeblichen Aussage Sandanskis in bulgarisch-patriotischem Ton.
Die oberhalb von Sandanski am Pirin-Abhang 1930 in etwa 1230 m Seehöhe erbaute Berghütte „Jane Sandanski“ ist ebenfalls nach ihm benannt. Sein Grab befindet sich heute in der Nähe des Roschen-Klosters bei Melnik, in dem er seine letzten Tagen verbrachte.